# The EYE 【アイ】
『the EYE 【アイ】』（原題：見鬼、英題：The Eye）は、2002年の香港・タイ・シンガポール合作映画。
角膜移植で視力を手に入れた女性を襲う怪現象を描く。以前タイで実際に発生した「角膜移植を受けた少女が、手術の1週間後に自殺する」という事件から着想された。監督はオキサイド・パン、ダニー・パン兄弟。
2004年に『The EYE 2』、2005年に『The EYE 3』とシリーズ第2、3作が公開された。2008年には『アイズ』としてハリウッドでリメイクされている。

## あらすじ
幼少時に失明したマンは20歳になって角膜の移植手術を受け、視力を取り戻す。マンは少しずつ環境に順応していくが、奇妙な出来事が周囲に起こり始める。

## キャスト
| 役名         | 俳優                       | 日本語吹替 |
| ------------ | -------------------------- | ---------- |
| マン・ウォン | アンジェリカ・リー         | 高橋理恵子 |
| ワ・ロー     | ローレンス・チョウ         | 関俊彦     |
| マンの姉     | キャンディ・ロー           | 本田貴子   |
| リン         | チャッチャー・ルチナーノン | 山田里奈   |
| ロー医師     | エドマンド・チャン         | 安原義人   |
| リンの母     | ワン・スーユエン           |            |
| マンの祖母   | コウ・インペン             |            |
| インイン     | ソー・ヤッライ             | 矢島晶子   |
|              | ウィルソン・イップ         |            |

## スタッフ
- 監督：オキサイド・パン、ダニー・パン
- 製作：ピーター・チャン、ローレンス・チャン
- 製作総指揮：ピーター・チャン、ローレンス・チャン、エリック・ツァン
- 脚本：オキサイド・パン、ダニー・パン、ジョージョー・ホイ
- 撮影：デーチャー・スリマントラ
- 編集：オキサイド・パン、ダニー・パン
- 音楽：オレンジ・ミュージック